# Аризона Кардиналс
„Аризона Кардиналс“ (на английски: Arizona Cardinals) е отбор по американски футбол, състезаващ се в Западната дивизия на Националната футболна конференция на Националната футболна лига. Срещите си играят на Юнивърсити ъф Финикс Стейдиъм в Глендейл, Аризона, а офисите им се намират в Темпи, Аризона.
Кардиналс са основани през 1898 г. в Чикаго и са най-старият съществуващ професионален футболен отбор в САЩ. Те са сред основателите на НФЛ през 1920 г. и заедно с Чикаго Беърс са участвали във всички сезони на лигата. През 1960 се местят в Сейнт Луис, а през 1987 г. – в Темпи, Аризона.
Кадиналс са двукратни шампиони на НФЛ – през 1925 и 1947 и веднъж са участвали в Супербоул – през 2008 г.
От основаването си отборът няколко пъти сменя името си:
- Морган Атлетик Клуб (1898 – 1919)
- Чикаго Кардиналс (1920 – 1943)
- Кард-Пит (1944)
- Чикаго Кардиналс (1945 – 1959)
- Сейнт Луис Кардиналс (1960 – 1987)
- Финикс Кардиналс (1988 – 1993)Юнивърсити ъф Финикс Стейдиъм, 2009

## Факти
- Основан: през 1898;
- Основни „врагове“: Сан Франциско Фортинайнърс, Сейнт Луис Рамс, Сиатъл Сийхоукс;
- Носители на Супербоул: (0);
- Шампиони на НФЛ: (2) 1925, 1947;
- Шампиони на конференцията: (1) НФК: 2008;
- Шампиони на дивизията: (6) НФЛ Запад: 1947, 1948; НФК Изток: 1974, 1975; НФК Запад: 2008, 2009;
- Участия в плейофи: (8) НФЛ: 1947, 1948, 1974, 1975, 1982, 1998, 2008, 2009.